# SK Moelingen-Voeren
SK Moelingen is een Belgische voetbalclub uit Moelingen. De club is aangesloten bij de KBVB met stamnummer 8107 en heeft blauw en wit als clubkleuren.

## Geschiedenis
De club ontstond in 1968, maar speelde aanvankelijk bij een liefhebbersbond. In 1974 sloot men zich uiteindelijk aan bij de Belgische Voetbalbond, waar men van start ging in de laagste provinciale reeksen.
In 1992 slaagde SK Moelingen er in de eindronde te winnen in Vierde Provinciale en zo te promoveren naar Derde Provinciale. Na enkele seizoenen behaalde men daar uiteindelijk de titel in 1996 en SK Moelingen promoveerde verder naar Tweede Provinciale. Men kon zich daar de volgende jaren handhaven in Tweede Provinciale. In 1998 ging men spelen in het nieuwe Valentijn Theunissenstadion, op het grondgebied van 's-Gravenvoeren.
SK Moelingen werd uiteindelijk in 2004 ook kampioen in Tweede Provinciale en promoveerde zo voor het eerst naar Eerste Provinciale. Het eerste verblijf daar was van korte duur, want na een seizoen zakte men weer naar Tweede. Na twee jaar werd Moelingen daar weer kampioen en zo keerde men in 2007 toch weer terug in Eerste Provinciale, waar men zich ditmaal de volgende jaren wel kon handhaven.
In 2011 zakte SK Moelingen nog eens naar Tweede Provinciale, maar een jaar later promoveerde men alweer naar Eerste.

## Resultaten
| Seizoen | Klasse | Klasse | Klasse | Klasse | Klasse | Klasse | Klasse | Klasse | Klasse | Reeks                                                    | Punten                                                   | Opmerkingen |
|         | I      | I      | II     | III    | IV     | P.I    | P.II   | P.III  | P.IV   | Vanaf 1952/53 zijn er 4 nationale niveaus                | Vanaf 1952/53 zijn er 4 nationale niveaus                | Vanaf 1952/53 zijn er 4 nationale niveaus |
| ------- | ------ | ------ | ------ | ------ | ------ | ------ | ------ | ------ | ------ | -------------------------------------------------------- | -------------------------------------------------------- | --- |
| 2004/05 |        |        |        |        |        | 14     |        |        |        | Eerste Prov. Limb.                                       | 25                                                       | |
| 2005/06 |        |        |        |        |        |        | 7      |        |        | Tweede Prov. Limb. B                                     | 42                                                       | |
| 2006/07 |        |        |        |        |        |        | 1      |        |        | Tweede Prov. Limb. C                                     | 73                                                       | |
| 2007/08 |        |        |        |        |        | 12     |        |        |        | Eerste Prov. Limb.                                       | 35                                                       | |
| 2008/09 |        |        |        |        |        | 4      |        |        |        | Eerste Prov. Limb.                                       | 51                                                       | |
| 2009/10 |        |        |        |        |        | 7      |        |        |        | Eerste Prov. Limb.                                       | 46                                                       | |
| 2010/11 |        |        |        |        |        | 13     |        |        |        | Eerste Prov. Limb.                                       | 31                                                       | |
| 2011/12 |        |        |        |        |        |        | 2      |        |        | Tweede Prov. Limb. B                                     | 60                                                       | Gepromoveerd via eindronde door te winnen tegen RC Reppel (4-3 in tot.), Herk Sport Hasselt (3-3 in tot.) en Standard Elen (4-2 in tot.). |
| 2012/13 |        |        |        |        |        | 7      |        |        |        | Eerste Prov. Limb.                                       | 45                                                       | |
| 2013/14 |        |        |        |        |        | 12     |        |        |        | Eerste Prov. Limb.                                       | 34                                                       | |
| 2014/15 |        |        |        |        |        | 16     |        |        |        | Eerste Prov. Limb.                                       | 17                                                       | Terugzetting naar vierde provinciale. |
| 2015/16 |        |        |        |        |        |        |        |        | 2      | Vierde Prov. Limb. D                                     | 63                                                       | Op evenveel punten geëindigd als Kortessem VV, testwedstrijden voor eerste plaats verloren (2-3). In eindronde gewonnen van Sporting Aalst (1-0 in tot.). Vervolgens na penalty's verloren tegen Peer SV (1-1 in tot.). Vervolgens won men na penalty's tegen KVV Lummen (2-2 in tot.), in de laatste ronde verloor men tegen Heidebloem Dilsen VV (3-4 in tot.). De laatste 2 rondes bleken achteraf overbodig. |
|         | 1A     | 1B     | 1Am    | 2Am    | 3Am    | P.I    | P.II   | P.III  | P.IV   | Vanaf 2016-17 zijn er 3 nationale en 2 regionale niveaus | Vanaf 2016-17 zijn er 3 nationale en 2 regionale niveaus | Vanaf 2016-17 zijn er 3 nationale en 2 regionale niveaus |
| 2016/17 |        |        |        |        |        |        |        |        | 1      | Vierde Prov. Limb. A                                     | 66                                                       | Kampioen |
| 2017/18 |        |        |        |        |        |        |        | 7      |        | Derde Prov. Limb. C                                      | 42                                                       | |
| 2018/19 |        |        |        |        |        |        |        | 16     |        | Derde Prov. Limb. C                                      | 14                                                       | |
| 2019/20 |        |        |        |        |        |        |        |        | 13     | Vierde Prov. Limb. A                                     | 23                                                       | Vroegtijdig stopgezet wegens de Coronacrisis. |
| 2020/21 |        |        |        |        |        |        |        |        |        | Vierde Prov. Limb. A                                     |                                                          | Geschrapt wegens de Coronacrisis. |
| 2021/22 |        |        |        |        |        |        |        |        | 6      | Vierde Prov. Limb. A                                     | 49                                                       | |
| 2022/23 |        |        |        |        |        |        |        |        | 2      | Vierde Prov. Limb. B                                     | 65                                                       | In de eindronde gewonnen tegen JB Eigenbilzen (1-0), vervolgens verloren tegen KFC Halveweg Zonhoven (1-2), Uiteindelijk als bijkomende stijger toch gepromoveerd. |
| 2023/24 |        |        |        |        |        |        |        | 14     |        | Derde Prov. Limb. C                                      | 30                                                       | |
| 2024/25 |        |        |        |        |        |        |        | 11     |        | Derde Prov. Limb. C                                      | 32                                                       | |
| 2025/26 |        |        |        |        |        |        |        |        |        | Derde Prov. Limb. C                                      |                                                          | |